# بيدرو أغيري سيردا
بيدرو أغيري سيردا (بالإسبانية: Pedro Aguirre Cerda) (و. 1879 – 1941 م) هو محام، سياسي من تشيلي .

## التعليم
تعلم في جامعة تشيلي.